# Castillo de Espejo
El castillo de Espejo es una fortificación del siglo XIII ubicada en la cima del municipio de Espejo, Andalucía, España, a una cota de 418 metros, la más alta de la campiña que lo rodea. Es propiedad del Ducado de Osuna, aunque es visitable con reserva previa.

## Historia

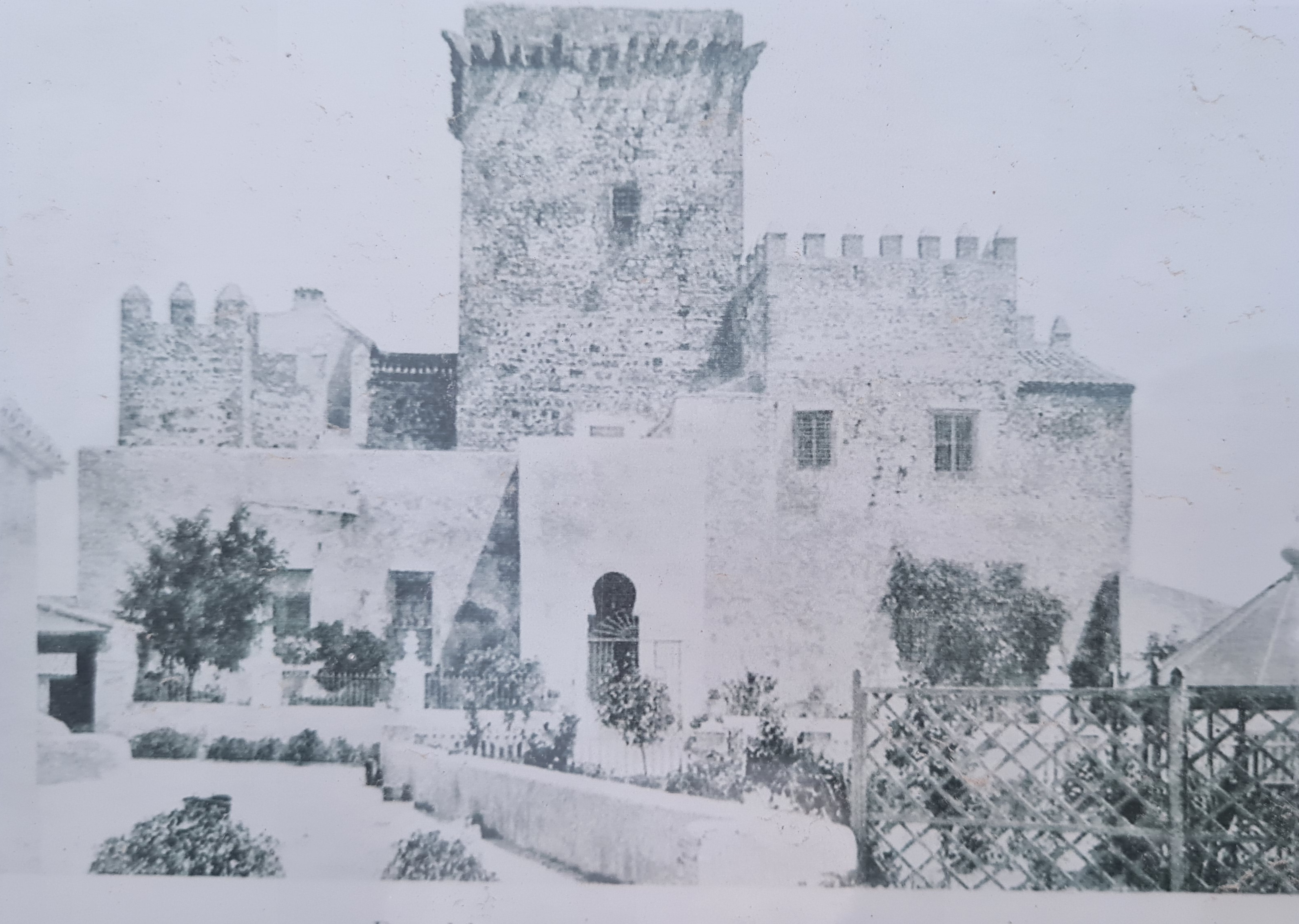
Fotografía del castillo a comienzos del.

Aunque los orígenes del castillo datan de época medieval, anteriormente en esta zona se encontraba el oppidum íbero de Ucubi que participó en la segunda guerra civil de la República romana entre Julio César y Pompeyo. Según el Bellum hispaniense, Pompeyo incendió Ucubi tras la batalla de Soricaria, enmarcada en la campaña de Munda, el 7 de marzo de 45 a. C., debido a su apoyo al bando de Julio César. La ciudad fue reconstruida tras la contienda y su nombre se latinizó a Attubi, construyéndose probablemente una primera fortaleza, mientras que en época islámica se denominó Alcalat, «la fortaleza», por el castillo que coronaría la ciudad.
Tras la conquista cristiana, Pay Arias de Castro, alcaide de los Reales Alcázares de Córdoba y portero mayor de Andalucía, construyó una fortaleza sobre la anterior romana especialmente por su cercanía a la frontera con el Reino nazarí de Granada. El nuevo señorío quedó consolidado gracias al apoyo de la Corona, ya que en 1303 el rey Fernando IV de Castilla lo reconoció como señorío y le procuró el nuevo nombre a la población, Espejo, que es una mala traducción del latín specula, que significa fortaleza o castillo. En 1366 adquirió la fortaleza Pedro Muñiz de Godoy, maestre de la Orden de Calatrava, quien al fallecer, la fortaleza pasó a su hija, quien contrajo matrimonio con Martín Fernández de Córdoba, II duque de Chillón y III alcaide de los Donceles, entroncando de esta manera con la poderosa Casa de Córdoba.

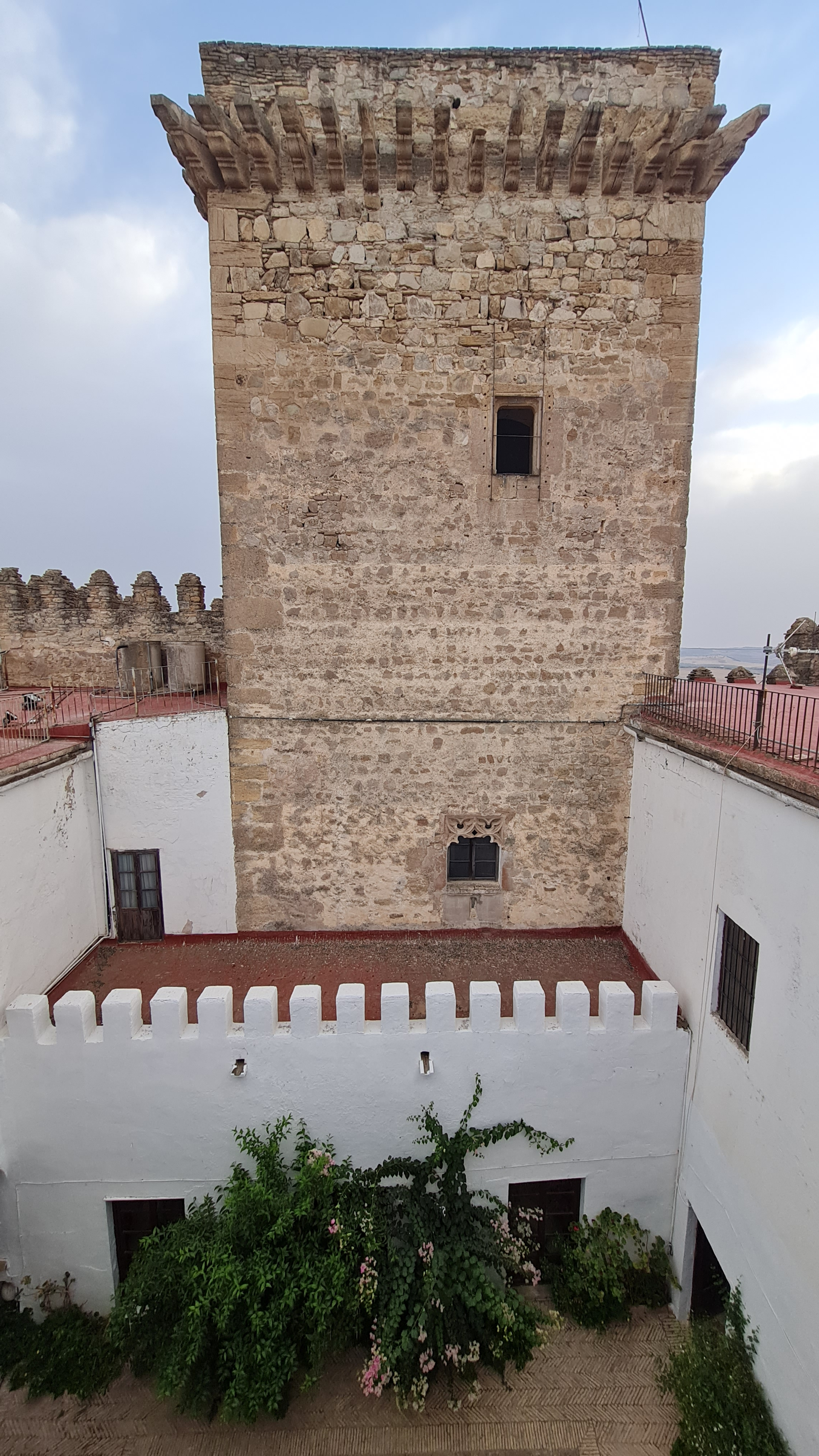
Torre del homenaje desde la terraza.

En 1867 la condesa de Espejo Ángela María Fernández de Córdoba contrajo matrimonio en la iglesia de San Sebastián de Madrid con Francisco de Borja Téllez-Girón, XVI duque de Escalona, cuyo primogénito Luis Téllez-Girón y Fernández de Córdoba se convirtió en el XIV duque de Osuna por herencia de su tío abuelo, una de las dinastías más antiguas de Castilla, Grande de España y una de las que más títulos nobiliarios posee. Luis María falleció en 1909 sin descendencia masculina, por lo que su hermano menor Mariano Téllez-Girón y Fernández de Córdoba se convirtió en XV duque de Osuna.
El XV duque de Osuna contrajo matrimonio con la sevillana Petra Duque de Estrada y Moreno, con quien tuvo a su única hija Ángela María, XVI duquesa de Osuna, quien contrajo matrimonio en la capilla del castillo de Espejo y en la cercana iglesia de San Bartolomé en 1946 con Pedro de Solís-Beaumont, evento que abrió el noticiario franquista NO-DO. En 1985 falleció la condesa viuda Petra Duque en el castillo de Espejo, siendo enterrada en el panteón familiar de la Colegiata de Osuna.

## Descripción

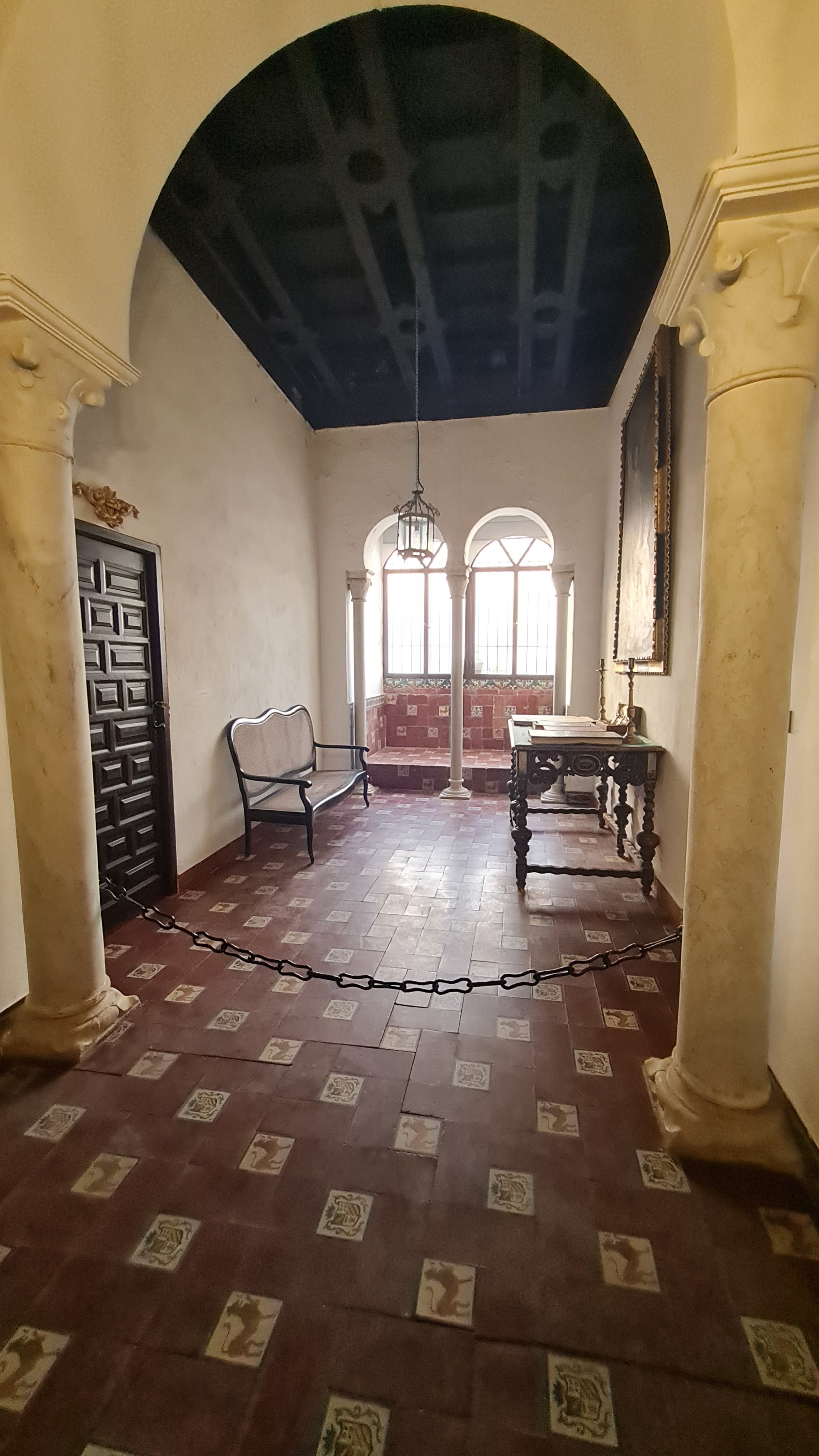
El mirador de la reina Juana con las cadenas.

Se accede a través de la plaza de Armas, donde se puede apreciar una panorámica del castillo al norte y la torre del Caballero al sur. Frente a la puerta principal se hallan dos tinajas que se llenaban de agua o aceite hirviendo para lanzársela a los enemigos. Una vez en el interior, se pueden observar una serie de armas utilizadas durante la guerra civil española encontradas en el aljibe y unos sombreros de la época napoleónica. La sala a la derecha de la entrada es conocida como salón del Sagrado Corazón por un óleo del Sagrado Corazón de Jesús, regalo de bodas de Petra Duque de Estrada, 14.ª duquesa consorte, que se retiró al castillo. De hecho, esta duquesa construyó unos colegios denominados del Sagrado Corazón junto al castillo, actualmente derruidos. En esta sala se encuentran numerosos retratos y fotografías de la familia, además del archivo que alberga documentos desde el siglo XV.
En esta misma planta encontramos la capilla, probablemente el primer templo cristiano consagrado de Espejo, cuyo oratorio está presidido por un Cristo del siglo XVIII y una Virgen de la Fuensanta, patrona de Espejo, tallada en piedra, además de un belén barroco del siglo XVIII. Asimismo, se visita la antigua mazmorra utilizada desde época medieval hasta la guerra civil española, actualmente reconvertida en salón con una exposición de sables de la Orden de Santiago, donde se ven las erosiones provocadas por una granada que estalló en esta habitación durante la Guerra civil; y un patio cuyo subsuelo alberga el aljibe. El salón de caza alberga trofeos de caza, el más reciente de 2013, donde únicamente los hombres iban a beber brandi y jugar a las cartas después de una cacería; está pavimentada con losas hidráulicas del siglo XIX, como la mayoría del castillo.
En la segunda planta se puede encontrar la biblioteca y el mirador de la reina Juana, donde la leyenda cuenta que la reina Juana I de Castilla pernoctó en el castillo debido a un fuerte temporal en su viaje hacia Granada o Sevilla, según la versión. Al haber acogido a un miembro de la familia real hizo que el castillo poseyera el privilegio de cadenas, que daba refugio a una persona perseguida por la justicia.